# Sitio de Montsegur
El sitio de Montsegur se refiere al asedio de nueve meses del castillo de Montsegur, por parte de las fuerzas realistas francesas, a partir de mayo de 1243. Después de que el castillo se rindiera, unos doscientos diez creyentes e impenitentes cátaros fueron quemados en la hoguera el 16 de marzo de 1244.

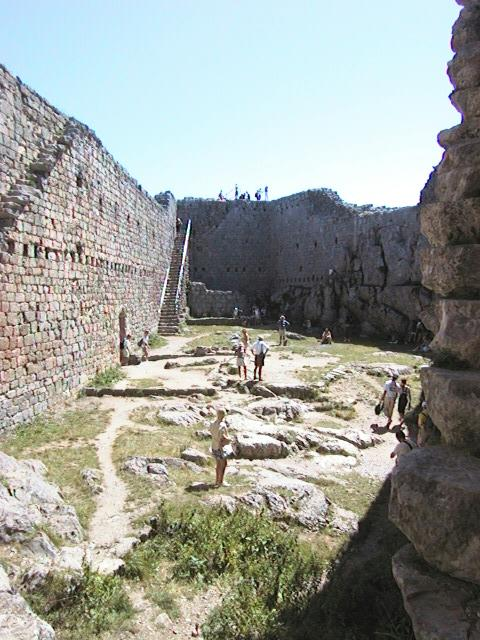
Interior del Castillo de Montségur.

## Antecedentes

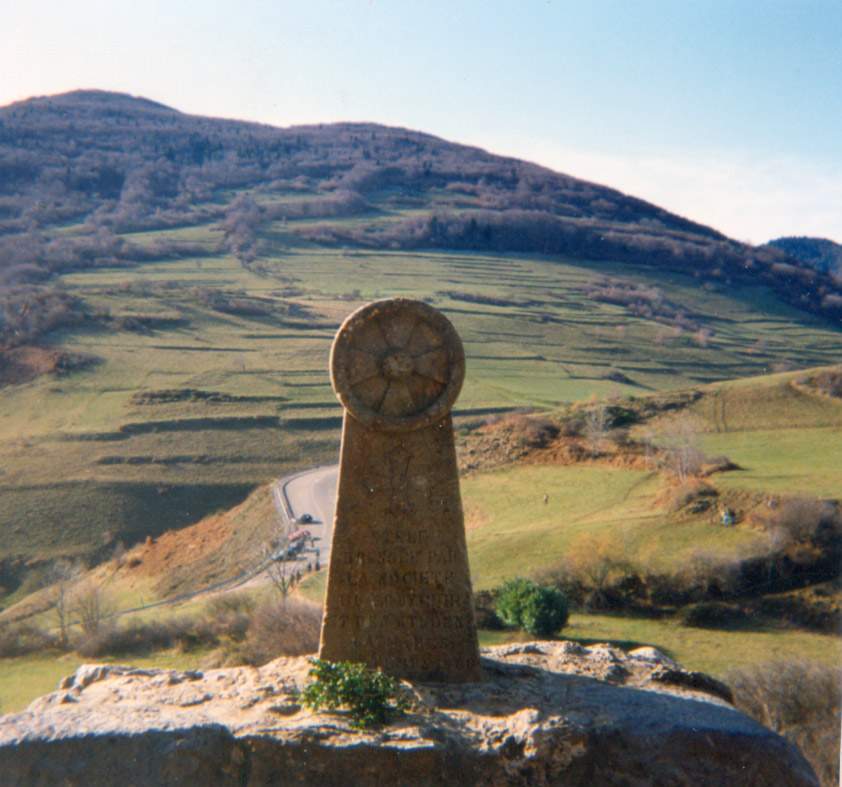
Estela situada en el Camp dels cremats en memoria de la quema de 200 cátaros refugiados en el castillo.

La montaña del Pog probablemente estuvo habitada desde mucho antes de la llegada de los cátaros, ya que está horadada de grutas y sepulturas que lo testimonian. La construcción del castillo se inició en el 1204 por Ramón de Pérella, señor del lugar.
Tras la derrota de Muret en 1213, el obispo cátaro de Toulouse, Guilhabert de Castres, se refugió en el castillo, que se convirtió en lugar de refugio de los «Buenos hombres». El 1241, a petición del rey de Francia, Luis IX, el conde Raimundo VII de Tolosa emprende el asedio del castillo que, probablemente sin combate, finaliza en fracaso.
Siendo propiedad de la hermana del conde de Foix Raimundo Roger I, Esclaramunda, se refugiaron algunos cátaros que participaron en el año 1242 en la matanza de los inquisidores de Avignonet, encabezados por Pierre Roger de Mirepoix.

## El sitio

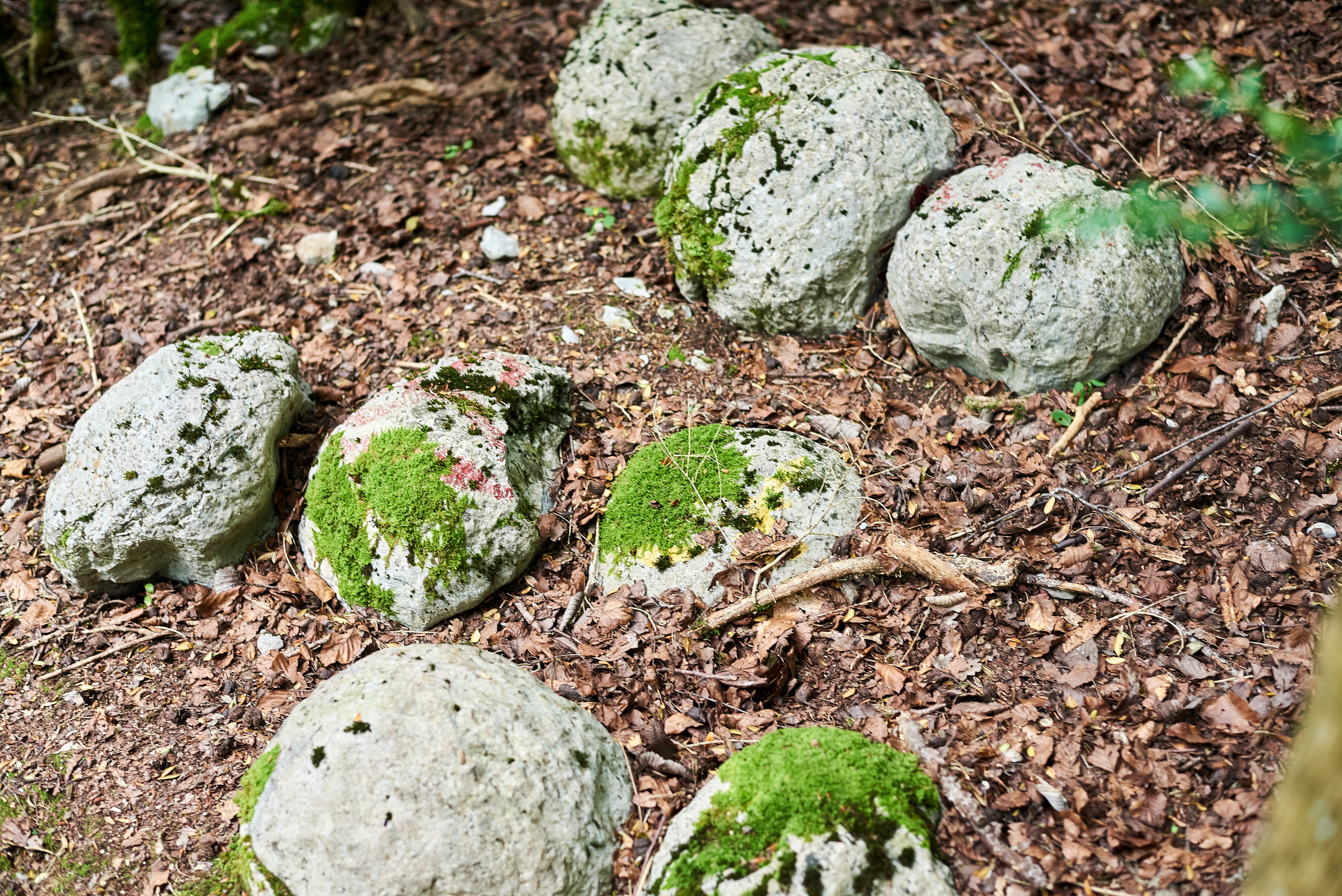
Restos de artillería utilitzada durante el sitio aún presente en la montaña.

En mayo de 1243, el senescal de Carcasona, Hugues des Arcis, emprendió el definitivo asedio del castillo. Tras diez meses, y como consecuencia de la traición de montañeses de la región, Ramón de Péreille y Pierre Roger de Mirepoix empezaron la negociación que llevaría a la rendición del lugar. Los vencedores dieron quince días de plazo a los vencidos para abandonar el castillo, pudiendo optar entre la abjuración de su fe y la hoguera.
Finalmente, una pira gigantesca consumiría los cuerpos unas doscientas personas. Los nobles, los soldados y los mercenarios de la guarnición fueron liberados y requeridos por la Inquisición, conforme a los acuerdos hechos en el momento de la capitulación.
El lugar es recordado con una estela.